# Asano Nagasatoová
Asano Nagasatoová (japonsky 永里 亜紗乃, * 24. ledna 1989 Acugi) je bývalá japonská fotbalistka.

## Reprezentační kariéra
Za japonskou reprezentaci v letech 2009 až 2015 odehrála 11 reprezentačních utkání. Byla členkou japonské reprezentace i na Mistrovství světa ve fotbale žen 2015.

## Statistiky
| Japonsko | Japonsko | Japonsko |
| Roky     | Záp.     | Góly     |
| -------- | -------- | -------- |
| 2009     | 3        | 0        |
| 2010     | 0        | 0        |
| 2011     | 1        | 0        |
| 2012     | 0        | 0        |
| 2013     | 2        | 0        |
| 2014     | 1        | 1        |
| 2015     | 4        | 0        |
| Celkem   | 11       | 1        |

## Úspěchy

### Reprezentační
- Mistrovství světa:  2015